# Distretto di Talğar
Il distretto di Talğar (in kazako Талғар ауданы?) è un distretto (audan) del Kazakistan con  capoluogo Talğar.
Il distretto è, morfologicamente, una pianura alluvionale formata dall'omonimo fiume, che si estende in direzione settentrionale dai ghiacciai del Trans-Ili Alatau.